# Federació de Cooperatives Agràries de Catalunya
La Federació de Cooperatives Agràries de Catalunya (FCAC) és el principal òrgan de representació i defensa del cooperativisme agrari a Catalunya. Fundada el 1983, contribueix al desenvolupament de les cooperatives agràries, tant al seu creixement com competitivitat. És hereva de la Unió de Sindicats Agrícoles de Catalunya i de la Federació de Sindicats Agrícoles de Catalunya.
A finals de la dècada de 2010, la FCAC comptava amb poc més de 200 cooperatives, gairebé una cinquantena de les quals centenàries, amb un total d'aproximadament 31.000 socis. Els seus membres són molt heterogenis, des de petites cooperatives de poble, fins a grans cooperatives, així com cooperatives de primer grau com de segon grau. També varien pel que fa al sector productiu (arròs, cítrics, herbacis i farratges, oli d'oliva, fruita seca i garrofa, etc.). La major part de les cooperatives se situen a la Catalunya Nova, en menor grau a la resta de comarques.
Va rebre la Creu de Sant Jordi el 2023, en el seu quarantè aniversari, en reconeixement dels seus «principis i valors, que enriqueixen un sector que, des de l’economia social, contribueix a un creixement econòmic responsable, sostenible i integrador socialment i territorialment». També va rebre la Placa al treball President Macià el 2013 en la categoria de responsabilitat social empresarial.

## Presidència
El càrrec de presidència ha estat ocupat per les següents persones:
- Antoni Casanovas i Brugal (1983-90)
- Xavier Tubert i Alsina (1990-2008)
- Josep Pere Colat i Clua (2008-14)
- Ramon Sarroca i Capell (2014-)